# Artelida rubicunda
Artelida rubicunda là một loài bọ cánh cứng trong họ Cerambycidae.